# Калязинский мост
Калязинские — железнодорожный и автодорожный — мосты.
Существует и другое название — Кашинский мост (на 1 км ниже моста в Волгу впадает река Кашинка, колокольня в Калязине находится в 12,5 км от моста по судовому ходу).
Находятся на 247,5 км, считая от Московского Южного порта.
Трёхпролётные, металлические фермы с ездой понизу, ширина пролёта 105,5 м. Судоходный пролёт — средний. Высота от нормального проектного уровня — 16,4 м.

## Железнодорожный мост
Расположен на перегоне Калязин Пост — 195 км Октябрьской железной дороги. Движение открыто в 1919 году.
В связи со строительством Угличского гидроузла и поднятием уровня Волги в конце 1930-х годов рядом со старыми опорами были возведены новые, на которые переместили пролётные строения.

## Автодорожный мост
На автодороге Р86. Построен Мостоотрядом-19 Минтрансстроя в 1976—1979 гг. по проекту института «Ленгипротрансмост». Открыт для движения 25 декабря 1979 года.